# Pardosa delicatula
Pardosa delicatula là một loài nhện trong họ Lycosidae.
Loài này thuộc chi Pardosa. Pardosa delicatula được Willis J. Gertsch & Alfred Russel Wallace miêu tả năm 1935.